# Kościół Świętych Apostołów Filipa i Jakuba w Żorach
Kościół Świętych Apostołów Filipa i Jakuba w Żorach – rzymskokatolicki kościół parafialny parafii Świętych Apostołów Filipa i Jakuba. Znajduje się na śródmieściu tuż przy rynku. To tzw. kościół farny – najstarszy w mieście.

## Historia

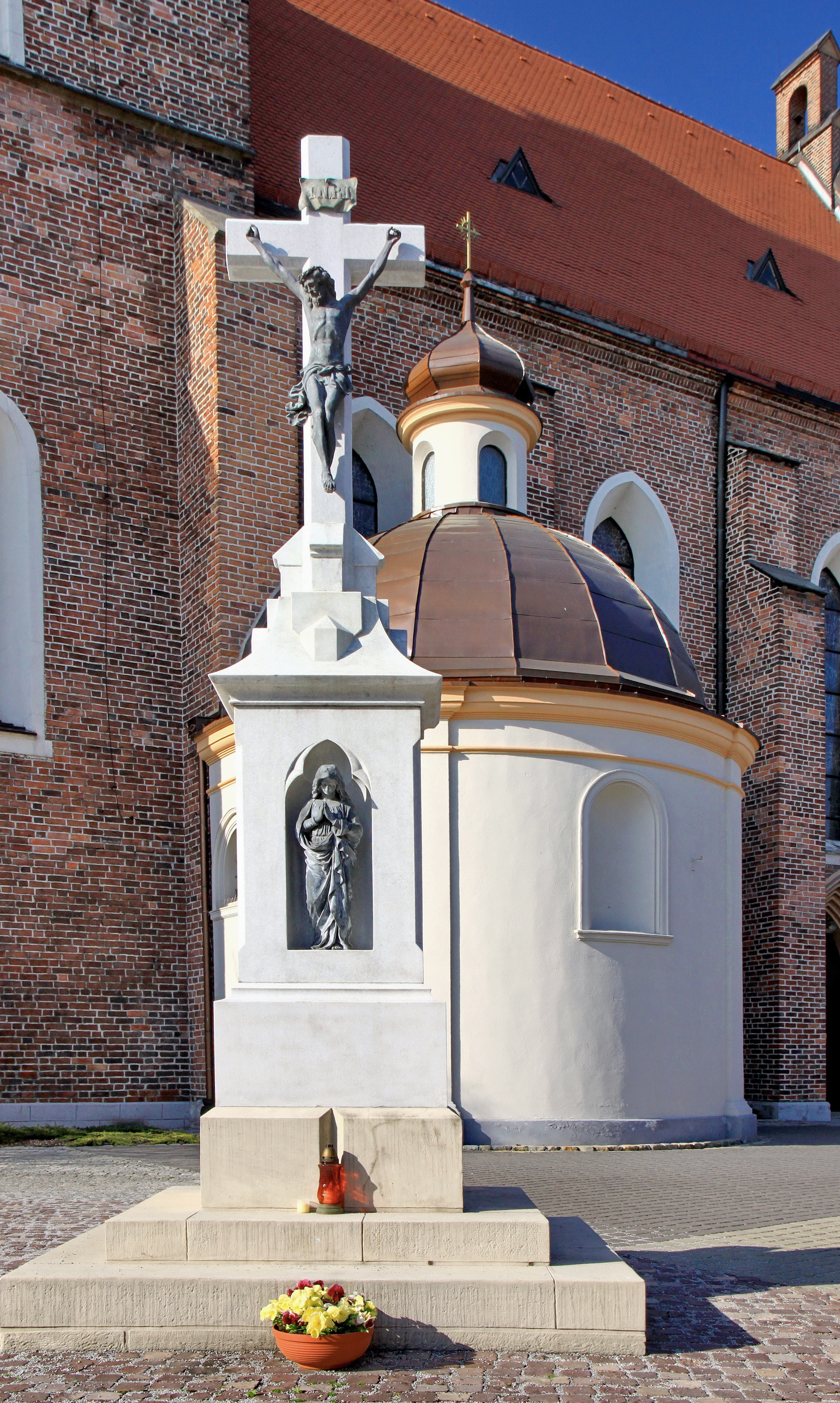
Kaplica Matki Bożej Miłosierdzia oraz krzyż Bożej Męki z XVII w.

Początki pierwszego w Żorach kościoła nie są znane, jednakże przekazana tradycja mówi, że wieś żorska posiadała parafialny kościół. Fakt ten potwierdza historyczną dokumentacją z XII wieku. Papież Celestyn III mocą wydanej bulli w Lateranie dnia 9 kwietnia 1193 roku, biorąc pod opiekę klasztor Kanoników Regularnych na Piasku, we Wrocławiu, zatwierdza w jego uposażeniu wieś w Żarach (jak przez wieki było nazywane miasto, także występujące pod słowiańską nazwą „Żale”) z kościołem w łacińskim zapisie “Villam in zarist cum ecelesia”. Identyfikując kościół w Żalach z kościołem w Żarach możemy wnioskować, że mógł on powstać w pierwszych latach chrześcijaństwa Polski Bolesławowskiej. Pierwsze kościoły w Polsce, powstały bowiem w miejscach dawnych kultów pogańskich. Mówi o tym dokument Henryka Brodatego z 1175 r. dotyczący właściciela żarskiego folwarku magnata śląskiego Mikory. Istniejąca tam wzmianka mówi iż ów… “wyposażył kościół fundacji Piotra Własta ziemią, 25 końmi, 6 wołami i 30 świniami”. Kościół usytuowany był w południowym łuku murów obronnych (zbudowany tak jak one z cegły) w pobliżu ówczesnej Bramy Krakowskiej (dzisiejsze okolice Dolnego przedmieścia). Nad kościołem wznosiła się wieżyczka z jednym dzwonem. Przylegały do niego zakrystia i cmentarz. Istnieją przypuszczenia, że z dokumentu dotyczącego zakonu sióstr norbertanek w Rybniku z 25 maja 1223, gdzie wymienia się „ecclesia de Sale”, czyli kościół w miejscowości „Sale”, iż może chodzić o kościół żorski. Są co do tego jednak wątpliwości, gdyż „Sale” może być także Solcą (osada na obecnym obszarze dzielnicy Doły w mieście Karwina).

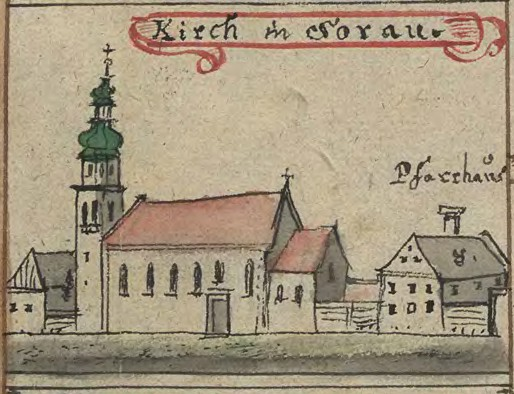
Widok kościoła parafialnego w I poł. XVIII w. – rysunek Wernhera

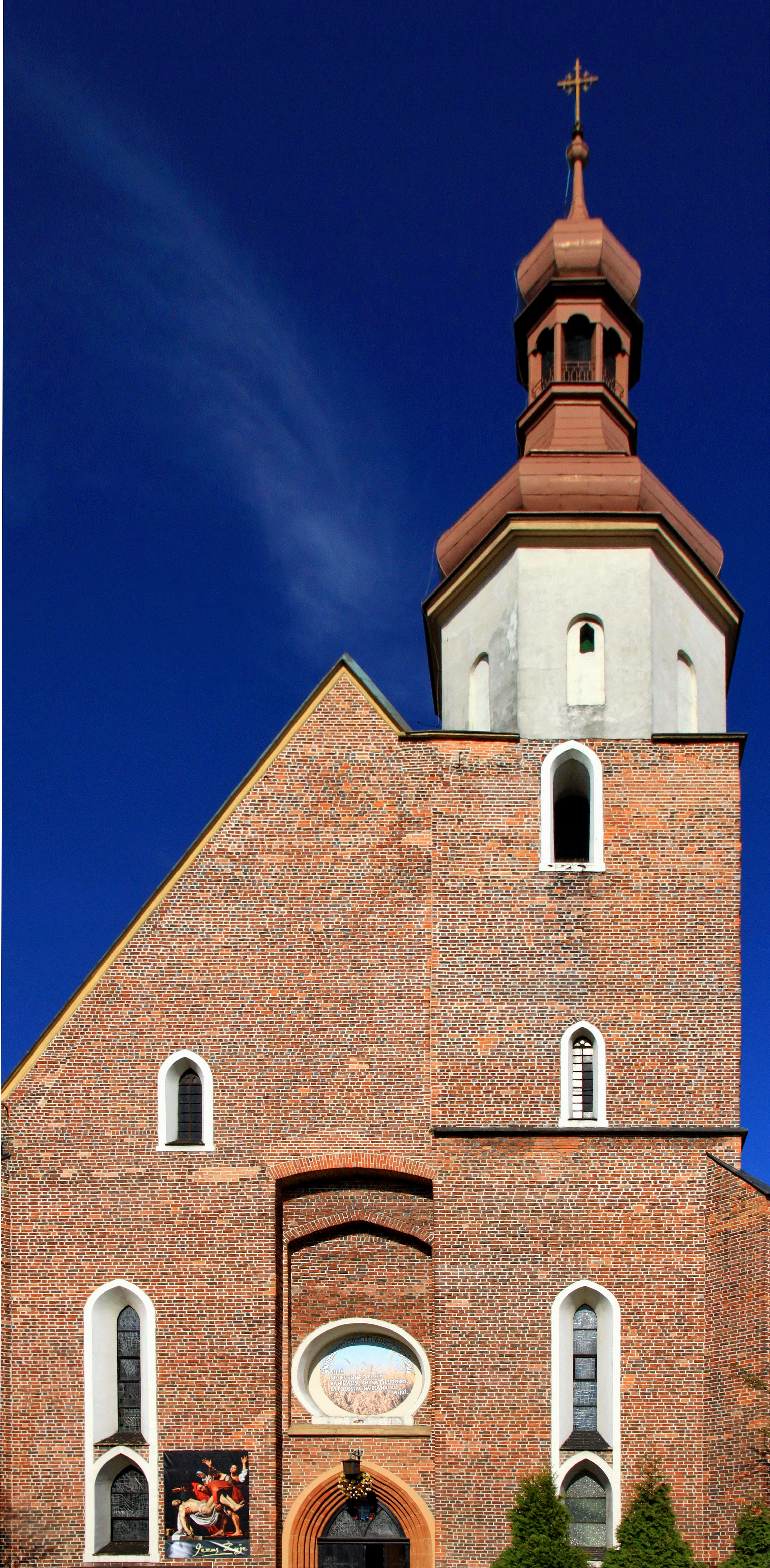
Fasada kościoła

Parafialny kościół w obecnym miejscu powstał w XIII wieku. Dowodem na to są zachowane w jego murach wątki wendyjskiego układu cegieł, wskazują na to, że budowa kościoła przebiegała równocześnie z fortyfikacyjnymi robotami miasta. Także wezwanie św. Filipa i Jakuba jest szczególną dokumentacją jego narodzin. Fundację kościoła odnosi się do Piastów śląskich, księcia opolsko-raciborskiego Władysława i jego następcy księcia raciborskiego Przemysława. Zlokalizowano go orientacyjnie pośrodku północnej owalnicy miasta. Jego położenie obok obronnych murów, oraz monumentalny gotycki kształt budowli sprawiły, że współdziałał przy obronie miasta w latach 1345, 1433 i 1473.
W swych dziejach kościół był w rękach ewangelików, katolicy gromadzili się wtedy w małej drewnianej świątyni pod wezwaniem Wniebowzięcia Najświętszej Marii Panny. Trwało to od 1569 roku aż do 1629 roku, kiedy to kościół został oddany katolikom. Wiemy, że ówczesny kościół posiadał trzy dzwony, 2 na wieży i 1 nad kościołem. W 1658 roku zakupiono kolejny wielki dzwon „Filip i Jakub”.
Kościół ten był niszczony przez liczne pożary. Pierwszy większy był w 1583 roku. W czasie drugiego pożaru z 17 maja 1661 runęły sklepienia kościoła, spłonęły ołtarze, kościół uległ dużym zniszczeniom. Całe miasto zostało w większości spalone. Podjęte dzieło odbudowy ukończono w 1673 roku. W porównaniu z poprzednią budowlą wprowadzono tak wiele zmian, że pod koniec XVII wieku nazwano go - „nowy”. Pożary nawiedzały Żory jeszcze kilkakrotnie. W 1807 roku pożar zniszczył całkowicie kościół Wniebowzięcia NMP który nie został już odbudowany. Był on wówczas kościołem parafialnym, w związku z czym prawa parafialne połączono z kościołem świętych Filipa i Jakuba. Największe zniszczenia kościoła przyniosły nie charakterystyczne dla Żor i trwające przez wieki pożary, ale II wojna światowa. Z końcem tej wojny Żory były jednym z najbardziej zniszczonych miast w Polsce. Zniknęło prawie 80% zabudowy. Niemcy opuszczając miasto wysadzili filary kościoła doprowadzając tę starą gotycką świątynię do całkowitej ruiny. 5 maja 1946 r. biskup Stanisław Adamski wizytował zniszczony kościół. Jego odbudowa nastąpiła w latach 1946-1948, a poświęcony został ponownie 4 czerwca 1950 r. Pierwsza Msza św. w nowo odbudowanym kościele odbyła się w odpust parafialny ku czci Matki Bożej Różańcowej, w październiku 1950 roku. Następnie w 1962 roku bp. Juliusz Bieniek dokonał konsekracji nowego ołtarza i rekonsekracji kościoła. Parafia otrzymała wówczas relikwie świętych Apostołów Filipa i Jakuba.

## Architektura
Odbudowany budynek kościoła ma 26,05 m długości, 13,8 m szerokości, i wysokości 12,5 m. Posiada od strony północnej 9 ostrołukowych okien, od strony południowej 8, na zachodniej ścianie jedno okno. Chór ma 17,5 metra długości, 8 metrów szerokości i 12 metrów wysokości. Budynek ma 3 nawy równej wysokości, których sklepienie krzyżowo-żebrowe, rozpostarte jest również nad częścią prezbiterialną. Podpiera je sześć ośmiokątnych filarów o bazie sprowadzonej do prostej płyty o podstawie czworokątnej. Do ściany zachodniej przylega wbudowana 54 metrowa wieża. Jest ona czterokondygnacyjna, oszkarpowana na narożnikach a trzecia jej kondygnacja zmodyfikowana została do formy ośmiobocznej zamkniętej barokowym hełmem z krzyżem. Świątynia jest orientowana, zbudowana z cegły – układ wendyjski – i kamienia.
Na ścianie południowej znajduje się kaplica Matki Bożej Miłosierdzia (Żorskiej) ufundowana przez burmistrza Zygmunta Wacława Linka w 1690 roku. Jest to rotunda nakryta kopułą na której ścianach znajdują się epitafia fundatora i jego żony Justyny. Niegdyś wewnątrz znajdował się ołtarz z obrazem Matki Bożej Żorskiej. Później kaplica stała się pomnikiem 1000-lecia chrztu, a obecnie jest miejscem całodniowej adoracji Najświętszego Sakramentu. W kwietniu 2012 roku w miejsce starej ocynkowanej blachy na dachu kaplicy położono nową miedzianą.
Do kościoła dobudowano prostokątną zakrystię i sześcioboczną kaplicę, według projektu Feliksa Kanclerza. Likwidacji uległo apsydalne zakończenie kościoła, oraz frontowe przedsionki. Do kościoła prowadza teraz trzy wejścia. Główne wejście wyznacza ostrołukowy portal frontowy, drugie wejście to też profilowany portal ostrołukowy umieszczony pośrodku południowej nawy. Trzecie wejście prowadzi do prezbiterium.

## Wnętrze kościoła

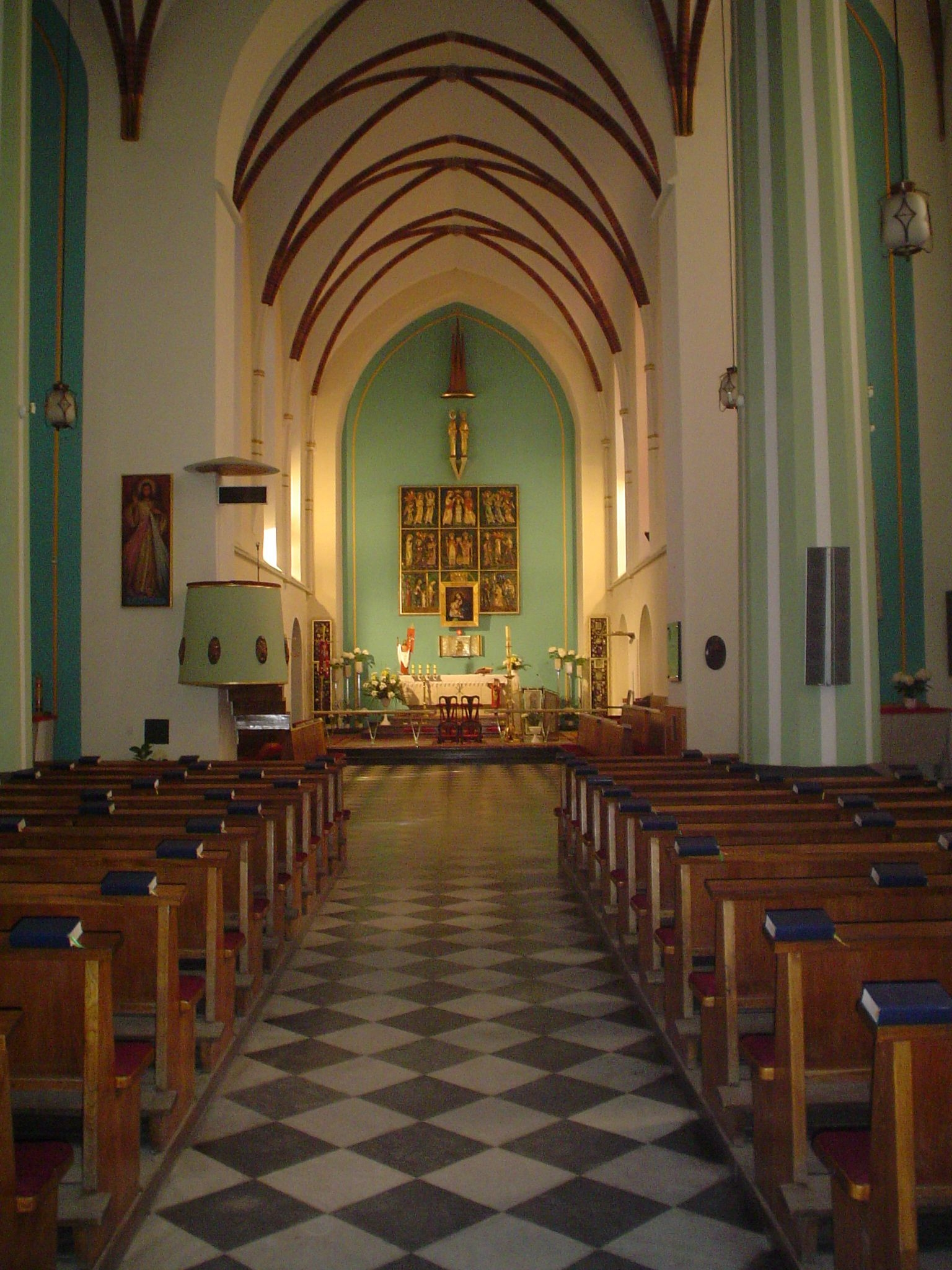
Wnętrze

Wnętrze kościoła, po zniszczeniach wojennych, odbudowano, według projektu profesora Zbigniewa Wzorka z Krakowa. Jego dziełem są trzy ołtarze i ambona z symbolami 4 ewangelistów. Główny ołtarz jest w trójkondygnacyjnej nastawie, umieszczony na ścianie apsydy prezbiterium. Ceramiczna płaskorzeźba pierwszej kondygnacji przedstawia ukoronowanie Matki Bożej, drugiej - świętych tysiąclecia, a trzeciej - kościół walczący. Nad głównym ołtarzem w zwieńczeniu symbol Trójcy Świętej, a pod nią figury patronów św. Apostołów Filipa i Jakuba. Na tle ołtarza umieszczony jest pochodzący z 1690 r. obraz Matki Bożej Miłosierdzia z dzieciątkiem Jezus. Niegdyś obraz znajdował się w kaplicy Linków, ale po II wojnie światowej przeniesiono go do ołtarza głównego. Z głównym ołtarzem harmonizują dwa ołtarze boczne marmurowe z figurami z drewna lipowego. Ołtarz Świętej Rodziny usytuowany jest po lewej stronie, natomiast po prawej stoją obok siebie św. Barbara, bł. Jadwiga i św. Katarzyna. Rzeźby i płaskorzeźby wykonała artystka rzeźbiarz Reichert- Tołthowa.
Pod chórem na bocznej ścianie czworokątnego filaru widnieje figura św. Antoniego Padewskiego, na północnej ścianie widnieje zabytkowy krzyż z XVII wieku oraz tablica poświęcona ks. Klimkowi. Nowe stacje drogi krzyżowej w formie płaskorzeźb, wykonanych przez W. Brandtstetera, umieszczone są we wnękach. Witraże projektu artysty plastyka Łukasza Karnowskiego przedstawiają treści tajemnic różańca świętego. W tyle kościoła znajduje się chór z organami wykonanymi w 1969 roku przez zakład budowy organów w Rybniku. Posadzka kościoła została wyłożona marmurowymi płytkami ułożonymi we wzór szachownicy, a ławki i konfesjonały wykonano z dębowego drewna.
W inwentarzu kościoła znajdują się cenne zabytki ruchome: pochodzące z XV i XVII wieku krzyże, monstrancje, kielichy, obrazy, rzeźby – stanowiące cenną pozostałość po dawnym wyposażeniu kościoła.

## Dzwony kościoła
W czasie II wojny światowej dzwony kościoła farnego zrabowali hitlerowcy i przetopili je na działa i amunicję. Stąd też dopiero w 1948 r. obok wieży zainstalowano małą sygnaturkę, która dzwoniła na podniesienie. Po 10 latach proboszcz ks. Adam Bieżanowski zamówił dzwony w ludwisarni w Dąbrowie Górniczej. Żorscy parafianie zebrali na ten cel 5 wagonów złomu o wartości 80 tys. zł. Na przetop do ludwisarni trafiły stare garnki, piecyki żeleźniaki, a także zebrane na terenie Żor pozostałości po pociskach z okresu wojny. Odlano wówczas dzwony noszące nazwy: "Św. św. Filipa i Jakuba" (waga 1,6 t, średnica 1,4 m), „Matki Bożej” (waga 900 kg, średnica 1,1 m), „św. Józefa” (waga 620 kg, średnica 1,05 m) i „św. Barbary” (waga 490 kg, średnica 95 cm). Nowe dzwony po raz pierwszy uruchomiono 11 maja 1959 r. w dniu Święta Ogniowego połączonego z odpustem. W 2008 r. wymieniono 3 z 4 dzwonów, poza największym dzwonem "Św.św. Filipa i Jakuba". Zamówienie zrealizowała ludwisarnia Rudolfa Pernera w niemieckiej Pasawie.